# Doris D & The Pins
Doris D & The Pins fue un grupo femenino de disco/pop neerlandés-británico que disfrutó del éxito en los Países Bajos y Bélgica y, en menor medida, en Alemania durante la primera mitad de la década de 1980.

## Historia

### 1980: Formación del grupo
La figura central del grupo femenino fue la cantante y bailarina británica Doris D (nacida Debbie Jenner el 22 de febrero de 1959 en Skegness, Reino Unido) que fue brevemente en 1980 el rostro del grupo estadounidense Lipps Inc. en la televisión neerlandesa y alemana al hacer sincronía de labios de la canción «Funkytown» (la verdadera intérprete es Cynthia Johnson).
A los compositores y productores Hans van Hemert y Piet Souer (famosos gracias al éxito comercial del trío pop Luv') y Martin Duiser le agradó Jenner cuando la vieron bailar en la televisión y le ofrecieron convertirse en la cantante principal de una formación femenina. Tres bailarinas neerlandesas (Ingrid de Goede, Yvonne van Splunteren, Irene Van den Hoeven) y una bailarina inglesa (Dona Baron) fueron reclutadas para acompañar a Jenner, Jenner pasó a llamarse Doris D (una referencia a Doris Day) y las bailarinas bautizadas como The Pins. Así nació el quinteto Doris D & The Pins.

### 1981-1985: Años dorados, problemas legales y ruptura
Souer y Van Hemert compusieron la canción disco-pop «Shine Up» y la grabó Doris D. Los coros fueron grabados por la cantante Saskia (del dúo Saskia & Serge, popular en los Países Bajos) y no por The Pins, que tenían que contentarse con hacer sincronía de labios y bailar «Shine Up» durante presentaciones en el escenario o en la televisión.
A principios de 1981, Doris D & The Pins llevaron el sencillo «Shine Up» al número uno en las listas neerlandesas y flamencas y al número quince en la lista de éxitos alemana. Poco después, el segundo sencillo «Dance On» alcanzó el Top 5 en las regiones de Holanda y Flandes y el número 39 en las listas alemanas. El siguiente récord, el sencillo «The Marvelous Marionettes», fue el número 8 en los Países Bajos y el número 16 en Flandes. En el proceso, el grupo lanzó su primer álbum homónimo (N.° 22 en Holanda) cuya realización artística fue supervisada por Souer y Duiser, quienes llamaron a la Orquesta Sinfónica de la Radio Sueca de Estocolmo para grabar las secciones de metales y cuerdas en Polar Studios (los estudios de grabación de ABBA).
En 1982, luego de una demanda (ganada por Doris D), The Pins se separó de Doris D y el 25 de enero de ese año anunciaron la formación de otra banda llamada Risqué, que logró el éxito con el sencillo «The Girls Are Back in Town». Doris D contrató cuatro nuevas Pins (todas de nacionalidad británica). «Jamaica» (N.° 17 en Holanda y N.° 12 en Flandes) fue el primer disco de la nueva versión del grupo femenino.
A partir de 1983, el productor Jacques Zwart (esposo de Marga Scheide de Luv') se hizo cargo de la dirección artística de Doris D & The Pins. El sencillo «Starting at the End» alcanzó el puesto 27 en el Top 40 neerlandés a principios de 1984.
En 1985, la banda se separó.

### 1998: Breve regreso
La formación original de Doris D & The Pins actuó en los Amsterdam Gay Games el 7 de agosto de 1998 en el Amsterdam Arena de Ámsterdam.

## Discografía

### Álbumes
- Doris D & The Pins (1981)
- Aerobic Dancing with Doris D (1983)
- Starting at the End (1984)
- Shine Up & Other Great Hits (1991)
- The Very Best Of (1992)

### Sencillos
- «Shine Up» (1980) (Semanas: 21, N.º más alto: 15)[3]
- «Dance On» (1981) (Semanas: 11, N.º más alto: 39)[3]
- «The Marvellous Marionettes» (1981)
- «Jamaica» (1982)
- «Who Cares» (1982)
- «Girlfriend» (1983)
- «Everybody's Doing Their Thing (Hula Hoop)» (1983)
- «Starting at the End» (1984)
- «Heartache» (1984)
- «Men Like Big Girls» (1984)